# Prealpi Bresciane e Gardesane

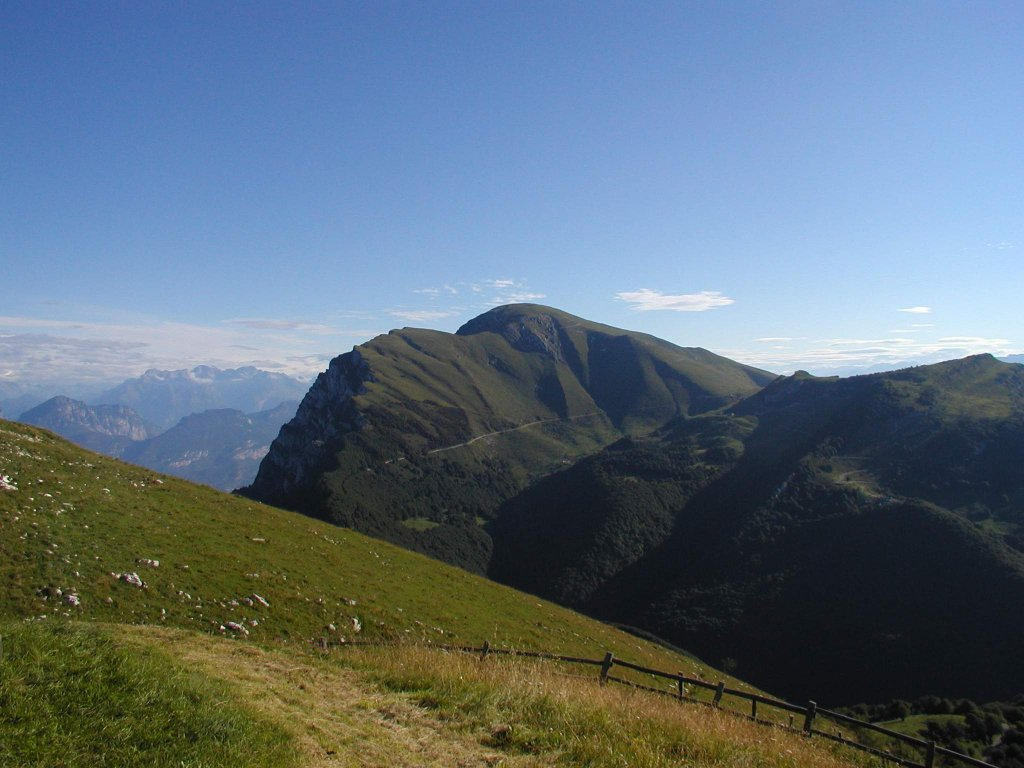
Monte Baldo

Prealpi Bresciane e Gardesane – grupa górska w Prealpach Włoskich, części Alp Wschodnich. Leży w północnych Włoszech, w regionach Lombardia, Wenecja Euganejska i Trydent-Górna Adyga. Najwyższym szczytem jest Monte Baldo, który osiąga wysokość 2218 m. 
Prealpi Bresciane e Gardesane dzielą się na dwie części Prealpi Bresciane i Prealpi Gardesane.
Pasmo to graniczy z: Prealpi Bergamasche na zachodzie, Alpami Retyckimi na północy Dolomitami na północnym wschodzie oraz z Prealpami Weneckimi na wschodzie.
Najwyższe szczyty:
- Monte Cadria – 2254 m,
- Monte Baldo – 2218 m,
- Monte Colombine – 2215 m,
- Monte Matto – 2200 m,
- Monte Bondone – 2160 m,
- Monte Frà – 2160 m,
- Monte Tofino – 2156 m,
- Monte Altissimo – 2127 m,
- Dosso Alto – 2065 m,
- Monte Muffetto – 2060 m,
- Monte Stivo – 2059 m,
- Corna Blacca – 2006 m.